# Passo del Bocco
Il passo del Bocco è un valico posto a 956 m s.l.m. nel comune di Mezzanego, sulla strada provinciale 26bis nella città metropolitana di Genova che collega Mezzanego e la frazione Giaiette di Borzonasca con l'Emilia-Romagna. Dal confine prosegue come SP3 della Provincia di Parma.
Il confine regionale non coincide esattamente con la geografia fisica del passo, infatti, la frazione di Giaiette, pur essendo già in val di Taro, fa parte del comune ligure di Borzonasca che costituisce una piccola appendice ligure in alta val Taro. Il confine regionale più vicino è pochi metri a nord del passo, infatti il crinale del monte segna il confine tra la città metropolitana di Genova e la provincia di Parma (nei pressi dell'imbocco della SP 49 per Sopralacroce), nonostante ciò, transitando lungo la strada carrabile è necessario percorrere circa 3 km nella frazione di Giaiette prima di giungere in territorio emiliano, nei pressi della frazione Santa Maria del Taro di Tornolo. La strada che attraversa il passo è la via più breve ed antica per giungere dalle colline parmensi al mar ligure, infatti le località emiliane dell'alta val Taro sono ancora oggi legate culturalmente e socialmente a Chiavari e alle valli del levante ligure.

## Caratteristiche
Dal passo è possibile raggiungere, con la SP 26bis, Montemoggio (circa 700 m s.l.m.) e Giaiette, nel comune di Borzonasca, e Borgonovo Ligure, nel comune di Mezzanego. Dopo il confine regionale prosegue come SP 3 e si raggiunge Santa Maria del Taro, nel comune di Tornolo. Con la SP 27 è possibile raggiungere Cassego, Scurtabò e Varese Ligure in provincia della Spezia. Con la SP 49 è possibile raggiungere il passo dei Ghiffi e Sopralacroce, nel comune di Borzonasca.

## Escursionismo

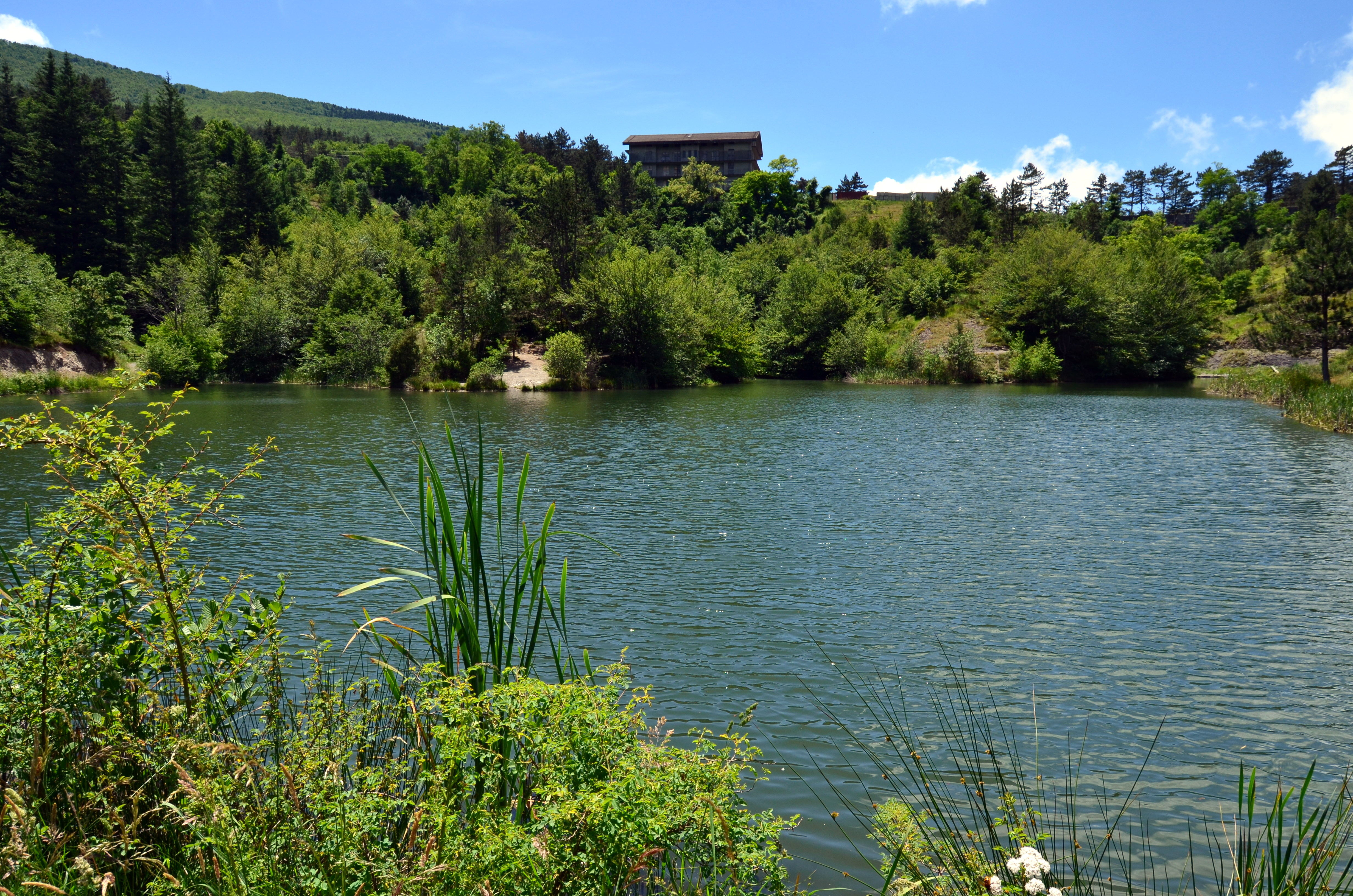
Il laghetto del Bocco

Dal passo del Bocco transita l'Alta Via dei Monti Liguri.
Giunti al passo si trova il rifugio Antonio Devoto, oggi ristorante e punto di riferimento per viaggiatori ed escursionisti. Alle spalle del rifugio, sorge un monumento al Balilla, in memoria dei combattimenti avvenuti nel XVIII secolo proprio nei pressi del passo tra le truppe austriache e gli insorti della Repubblica di Genova.
Proseguendo in direzione di Varese Ligure a poche centinaia di metri dal passo, sulla sinistra si trova il breve percorso naturalistico che porta al sottostante laghetto, mentre sulla destra si trova una strada sterrata che giunge sulle pendici del monte Zatta, dove, avvolta in una fitta foresta di faggi, sorge l'imponente edificio denominato "colonia/collegio Devoto". Tale costruzione di 6 piani conta ben 365 finestre, ampie stanze, saloni, terrazze, cappella, cucine e locali di servizio. L'edificio venne inaugurato nel 1933 in memoria del benefattore Antonio Devoto per ospitare centinaia di bambini; successivamente, negli anni sessanta, divenne un centro di recupero per pazienti colpiti da malattie respiratorie e tossico dipendenti. Oggi versa in stato di abbandono come alcuni edifici minori nelle vicinanze (ex ristorante, case per vacanze), oggi meta di curiosi ed appassionati di softair della zona.

## Ciclismo
Il passo del Bocco fu teatro d'arrivo di una storica cronoscalata del Giro d'Italia 1994 vinta dall'allora Maglia rosa e futuro vincitore del Giro Evgenij Berzin. Il passo è stato anche il luogo dove il 9 maggio 2011 è deceduto il ciclista belga Wouter Weylandt durante la terza tappa del Giro d'Italia 2011.
Sempre in ambito sportivo è stata una delle classiche prove speciali del Rally della Lanterna.